# 長松太郎
長松 太郎（ながまつたろう、1912年（大正元年）8月7日 - 1978年（昭和53年）10月24日）は、広島市建設局長、広島市助役、広島ステーションビル社長を歴任した日本の都市計画家。造園家。日本公園緑地協会で沖縄国際海洋博海浜公園基本計画委員会委員長、広島市河岸緑地整備計画設計協議会委委員も委嘱。設計策定にあたった。豪放な性格で酒を好み周囲から慕われていたという。

## 経歴
父親は戦前日本の植物学者で学習院大学教授、東京海上火災保険社長、貴族院議員を務めた長松篤棐で、長男として生まれる。妻は古市六三の長女。母方祖父に古市公威。
学習院を経て1936年（昭和11年）東京帝国大学農学部を卒業し、内務省神社局に勤める。翌年現役兵として近衛輜重兵連隊に入隊し、満期除隊後は内務省都市計画東京地方委員会に勤務。1941年正五位男爵。同年内務省国土局計画課に転任したのち神奈川県庁に転出後、陸軍中尉として再度応召。戦後復員後に戦災復興院施設課に勤務する。施設課在職中、公園施設について建築物等の許容建蔽率に関して公園施設基準の立案作成を担当、成案し全国通達するこの基準がのちに制定される都市公園法の技術的的基準となる。同時に世相的に国有地を墓地にする事例が多発しており、墓地移転に関する事務手続き方法などから墓地計画設計等を研究。その後復興院の建設院、建設省再編以降も同省に勤務し、建設省公園緑地課長を歴任。課長時代の1962年に都市の美観風致を維持するための樹木の保存に関する法律の制定に貢献。これにより全国の市町村の樹木で一定の基準に合致するものは保存樹として指定し保存するという制度を作っている。
広島市建設局長には1963年（昭和38年）に転出。戦災復興土地区画整理地区内に計画されていた河岸緑地内約千三百戸の不法建築物が換地処分の支障となっていたのみならず美観や衛生上からも著しい障害となっており、関係各位の協力を得て1966年から代執行を実施し1970年までの全部の撤去完了、現在市の特徴の一つとなっている河岸緑地整備が実現している他、基町地区に多く戦後立てられた仮設住宅（原爆スラムと呼ばれた不良住宅）群の一部地域は再開発されていたが、残った不法建築も多く、河岸整備が進んだのと併せて移転促進し、1946年に都市計画決定されていた中央公園も整備した。
広島市基町・長寿園団地計画で1970年日本都市計画学会石川賞（計画設計部門）受賞。1972年第2回日本公園緑地協会北村賞受賞。
1978年10月24日、中脳腫瘍のため死去。死後、勲四等瑞宝章を贈られた。